# 2000년 상품선물현대화법
2000년 상품선물현대화법(영어: Commodity Futures Modernization Act of 2000, CFMA)은 미국의 연방법으로, 장외거래 (OTC) 파생상품이 규제되지 않은 상태로 유지되도록 보장한다.
상품선물거래위원회(CFTC)는 시장에 대한 "기능적 규제"를 원했으나, CFMA는 이러한 접근 방식을 거부했다. 대신 CFTC는 "OTC 파생상품 딜러에 대한 기관 기반 감독"을 계속했다. 신용파산스왑과 같은 OTC 파생상품에 대한 CFMA의 처리는 논란이 되었는데, 이는 이러한 파생상품이 2008년 금융 위기와 대침체에서 중요한 역할을 했기 때문이다. 2000년 상품선물현대화법(CFMA)은 미국의 금융시장 규제를 크게 변경한 획기적인 법안이다. 2000년 12월 21일 법으로 제정된 CFMA는 파생상품, 선물, 기타 금융상품 거래에 여러 가지 주요 영향을 미쳤다. 주요 조항: 장외(OTC) 파생상품 규제 완화: CFMA의 가장 중요한 특징 중 하나는 신용파산스왑(CDS)과 같은 장외(OTC) 파생상품에 대한 규제 감독을 제거했다는 점이다. 이전에는 파생상품이 다양한 수준의 규제를 받았다. CFMA는 이러한 계약이 상품선물거래위원회(CFTC)와 증권거래위원회(SEC)의 감독에서 면제된다는 점을 명확히 했다.

## 서론
CFMA 이전과 이후에, 연방 은행 규제 당국은 은행이 OTC 파생상품에 진입할 때 자본 및 기타 요건을 부과했다. 미국 증권거래위원회(SEC)와 CFTC는 유가증권 또는 상품 브로커와 관련된 OTC 파생상품 딜러에 대해 제한적인 "위험 평가" 권한을 가졌고, 또한 가장 큰 증권 및 상품 회사들이 파생상품 활동, 관리 통제, 위험 및 자본 관리, 그리고 은행에 대한 요구사항과 유사하지만 더 제한적인 거래 상대방 노출 정책에 대한 추가 정보를 보고하는 자발적 프로그램을 공동으로 관리했다. 은행과 증권 회사가 시장의 주요 딜러였으며, 상업 은행 딜러가 단연 가장 큰 비중을 차지했다. 보험 회사 계열사가 은행 또는 증권 회사 계열사와의 거래에서 거래 상대방이 아닌 OTC 파생상품 딜러로 활동하는 경우, 그러한 활동에 대한 연방 "건전성" 규제를 받지 않았고 일반적으로 런던에 기반을 둔 계열사를 통해 활동을 수행했다.
CFMA는 1992년 선물 거래 관행법에서 제정된 주법에 대한 기존의 1992년 선점을 유지했는데, 이는 해당 법률이 적격 OTC 파생상품 거래를 도박 또는 기타 불법으로 취급하는 것을 막았다. 또한 이 선점을 이전에 CEA와 그 주법에 대한 선점에서 제외되었던 증권 기반 파생상품으로 확대했다. 빌 클린턴 대통령에 의해 제정된 CFMA는 "장외 파생상품 시장과 상품 거래법"이라는 제목의 대통령 실무단(PWG) 보고서인 "PWG 보고서"의 권고를 넘어섰다. 대통령 금융시장 실무단, 1999년 11월:
- 로런스 서머스, 미국 재무부
- 앨런 그린스펀, 연방준비제도
- 아서 레빗, SEC
- 윌리엄 J. 라이너, CFTC

의회 통과 당일 PWG는 "미국이 장외파생상품 시장에서 경쟁적 위치를 유지할 수 있도록 하는" "중요한 법안"으로 환영받았지만, 2001년 엔론의 붕괴는 CFMA의 에너지 파생상품 처리가 "엔론의 허점"으로 대중의 주목을 받게 했다. 2008년 9월 연방준비제도가 아메리칸 인터내셔널 그룹(AIG)을 "구제"하기 위해 긴급 대출을 한 이후, CFMA는 신용파산스왑 및 기타 장외파생상품 처리에 대해 더욱 광범위한 비판을 받았다.
2008년 "엔론의 허점 폐쇄법"이 "에너지 거래 시설"을 보다 광범위하게 규제하기 위해 법률로 제정되었다. 2009년 8월 11일, 미국 재무부는 의회에 CFMA 및 기타 법률을 개정하여 "모든 장외 파생상품에 대한 포괄적인 규제"를 제공하기 위한 제안을 실행하기 위한 법안 초안을 보냈다. 이 제안은 하원에서 수정되었고, 그 수정된 형태로 2009년 12월 11일 H.R. 4173(도드-프랭크 월스트리트 개혁 및 소비자 보호법)의 일부로 하원에서 통과되었다. 별개이지만 유사한 제안 법안이 상원에 제출되었고 하원 조치 시점에도 여전히 상원 조치를 기다리고 있다.

## 배경

### CFMA 이전 OTC 파생상품 규제

#### 거래소 거래 요건
PWG 보고서는 스왑 및 기타 OTC 파생상품이 CEA와 어떻게 관련되는지에 대한 논쟁을 종식시키는 것을 목표로 했다. 파생상품은 기초 "대상"(또는 "상품")의 가격 또는 기타 특성으로부터 가치를 "파생"하는 금융 계약 또는 금융상품이다. 농부는 다음 여름 수확에서 특정 수의 밀 부셸을 특정 가격에 판매하는 "파생 계약"을 체결할 수 있다. 이 계약이 상품 거래소에서 실행되면 "선물 계약"이 된다. 1974년 이전에는 CEA는 농산물 상품에만 적용되었다. CEA에 나열된 농산물 상품의 "선물 인도" 계약은 시카고 상품 거래소와 같은 규제된 거래소에서 거래되어야 했다.
1974년 상품선물거래위원회법은 CFTC를 상품 거래소의 새로운 규제 기관으로 창설했다. 또한 CEA의 범위를 기존에 나열된 농산물 및 "양파를 제외한 모든 상품 및 물품, 그리고 현재 또는 미래에 선물 거래가 이루어지는 모든 서비스, 권리 및 이익"으로 확대했다. 기존의 비거래소 거래 금융 "상품" 파생상품 시장(대부분 "인터뱅크" 시장)은 외화, 국채 및 기타 특정 상품에 대해 "거래소" 밖에서 거래되는 한 "재무부 개정안"을 통해 CEA에서 제외되었다. 그러나 확대된 CEA는 일반적으로 금융 파생상품을 제외하지 않았다.
1974년 법률 변경 후에도 CEA는 법률에 포함된 모든 "선물 인도" 계약이 규제된 거래소에서 실행되어야 한다고 계속 요구했다. 이는 규제된 거래소 밖에서 체결된 "선물 인도" 계약은 불법이며 강제할 수 없음을 의미했다. "선물 인도"라는 용어는 CEA에 정의되어 있지 않았다. 그 의미는 CFTC의 조치와 법원 판결을 통해 진화했다.
모든 파생상품 계약이 "선물 인도" 계약인 것은 아니다. CEA는 예를 들어 농부가 다음 여름에 수확할 특정 수의 밀 부셸을 양곡기 또는 다른 구매자에게 미리 정한 가격으로 인도하기로 계약하는 "선도 인도" 계약을 항상 제외했다. 1980년대 초까지 이자율 및 통화 "스왑" 시장이 등장했는데, 여기서 은행과 고객은 일반적으로 한 당사자가 고정 이자율 금액(또는 지정된 통화의 금액)을 지불하고 다른 당사자가 변동 이자율 금액(또는 다른 통화의 금액)을 지불하는 방식으로 이자 또는 통화 금액을 교환하기로 합의했다. 이러한 거래는 상품의 "상업적 사용자"가 합의된 가격으로 해당 상품의 미래 인도를 계약하는 "선도 인도" 계약과 유사했다.
스왑과 "선도 인도" 계약 간의 유사성에 기반하여, 1980년대 동안 미국에서 스왑 시장은 급격히 성장했다. 그럼에도 불구하고, 2006년 미국 의회조사국 보고서가 1980년대 OTC 파생상품의 상태를 설명하면서 설명했듯이, "만약 법원이 스왑이 실제로 불법적인 장외 선물 계약이라고 판결했다면, 수조 달러에 달하는 미결제 스왑이 무효화될 수 있었다. 이는 스왑 사용자들이 파생상품을 통해 회피하려던 위험에 갑자기 노출될 것이기 때문에 금융 시장에 혼란을 초래했을 수 있었다."

#### "법적 확실성"을 통한 규제 면제
이러한 위험을 제거하기 위해 CFTC와 의회는 스왑 및 더 일반적으로 "정교한 당사자"의 OTC 파생상품 시장 활동에 "법적 확실성"을 부여하는 조치를 취했다.
첫째, CFTC는 스왑, "하이브리드 상품"(즉, 파생상품 구성 요소를 가진 증권 또는 예금), 특정 "선도 거래"는 CEA에 포함되지 않는다는 "정책 성명"과 "법정 해석"을 발표했다. CFTC는 "브렌트"(즉, 북해) 유전 "선도 인도" 계약이 실제로 "선물 인도" 계약이라는 법원 판결에 대응하여 선도 거래 "법정 해석"을 발표했는데, 이는 해당 계약이 CEA에 따라 불법적이고 집행 불가능하게 될 수 있었기 때문이다. 이는 영국 법원이 지역 영국 정부 단위가 체결한 스왑이 불법이라고 판결한 것과 함께 "법적 확실성"에 대한 우려를 높였다.
둘째, "법적 확실성"에 대한 이러한 우려에 대응하여 의회(1992년 선물 거래 관행법(FTPA)을 통해)는 CFTC에 거래소 거래 요건 및 CEA의 다른 조항으로부터 거래를 면제할 권한을 부여했다. CFTC는 (의회가 의도했거나 "지시한" 대로) 이 권한을 사용하여 이전에 정책 성명 또는 법정 해석을 발표했던 동일한 세 가지 범주의 거래를 면제했다. FTPA는 또한 이러한 CFTC 면제가 도박 또는 기타 불법으로 거래를 불법으로 만들 수 있는 주법을 선점하도록 규정했다. 1982년 쉐드-존슨 협약을 보존하기 위해, 이는 "비면제 증권"에 대한 선물을 금지했는데, FTPA는 CFTC가 해당 금지에서 면제를 부여하는 것을 금지했다. 이는 나중에 "증권"과 관련된 스왑 및 기타 OTC 파생상품의 "법적 확실성"에 대한 우려로 이어졌다.
"선도 인도" 계약에 대한 기존의 법적 배제와 유사하게, 1989년 스왑에 대한 "정책 성명"은 "정책 성명"에 포함된 스왑이 그들의 사업(투자 및 금융 활동 포함)에서 발생하는 위험을 커버(또는 "헤징")하는 정교한 당사자 간의 사적으로 협상된 거래여야 한다고 요구했다. 새로운 "스왑 면제"는 "헤징" 요건을 삭제했다. 이는 스왑이 "정교한 당사자"(즉, "적격 스왑 참여자")에 의해 사적 거래로 체결되어야 한다는 요건을 계속 유지했다.
1990년대에 OTC 파생상품은 비판의 대상이 되었고 시장의 일부 측면을 규제하기 위한 법안이 의회에 제출되었지만, 1993년의 면제는 유지되었다. 은행 규제 당국은 의회, 미국 회계감사원(GAO) 및 기타 기관에서 제기된 많은 우려에 대응하여 은행 OTC 파생상품 활동에 대한 지침과 요건을 발표했다. 증권 회사들은 증권거래위원회(SEC) 및 CFTC와 함께 파생상품 정책 그룹을 설립하기로 합의했으며, 이 그룹을 통해 증권 회사의 OTC 파생상품 활동의 대부분을 수행하는 6개의 대형 증권 회사들이 CFTC 및 SEC에 활동을 보고하고 은행에 적용되는 원칙과 유사하지만 자발적인 원칙을 채택했다. 시장의 훨씬 작은 부분을 차지하는 보험 회사들은 OTC 파생상품 활동에 대한 연방 감독에서 벗어나 있었다.

### CFTC/SEC 분쟁

#### 분쟁

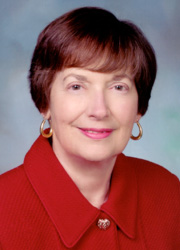
1996년 ~ 1999년 6월 CFTC 의장 브룩슬리 본

1997년과 1998년에 CFTC와 SEC 사이에 OTC 파생상품 활동에 종사하는 증권 회사 계열사에 대한 브로커-딜러 규제를 완화하려는 SEC 제안을 둘러싸고 갈등이 발생했다. SEC는 OTC 파생상품 딜러에 대한 완화된 순자본 및 기타 규정(이른바 "브로커-딜러 라이트")을 제안했다. CFTC는 이 제안에 의해 승인될 일부 활동이 CEA에 따라 허용되지 않는다고 반대했다. CFTC는 또한 OTC 파생상품 시장이 기존 CEA 면제에 따라 적절하게 규제되는지, 그리고 시장 발전이 규제 변경을 요구하는지에 대한 의견을 요청하는 "개념 발표"를 발표했다.

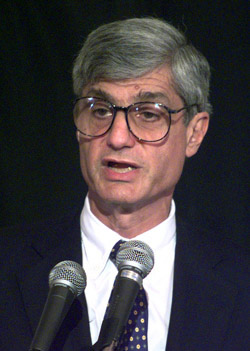
1995년 1월 ~ 1999년 7월 재무장관 로버트 루빈

CFTC의 조치는 SEC의 브로커-딜러 라이트 제안에 대한 대응으로, 적어도 존 C. 커피 교수에 따르면 SEC가 제안을 철회하도록 강요하려는 시도일 수 있었다. CFTC는 브로커-딜러 라이트 제안과 그 발행 방식에 대해 실망감을 표했지만, 또한 "포괄적인 규제 개혁 노력"에 18개월이 지났다는 점을 언급했다. CFTC가 "개념 발표"를 발표한 같은 날 로버트 루빈 재무장관, 앨런 그린스펀 연방준비제도 이사회 의장, 아서 레빗 SEC 의장(이들은 브룩슬리 본 CFTC 의장과 함께 PWG의 구성원이었다)은 의회에 CFTC가 OTC 파생상품에 대한 기존 처리를 변경하는 것을 막아달라는 서한을 보냈다. 그들은 CFTC가 스왑 및 기타 OTC 파생상품이 "선물"인지에 대해 의문을 제기함으로써 CFTC가 면제를 부여할 수 없는 증권 관련 OTC 파생상품의 합법성에 의문을 제기하고(위 섹션 1.1.2 참조), 더 넓게는 스왑 및 기타 확립된 OTC 파생상품에 대한 CEA의 적용 여부를 제기하지 않기로 한 "묵시적 합의"를 훼손하고 있다고 주장했다.
이어지는 의회 청문회에서, CFTC의 "일방적" 조치에 반대하는 PWG의 세 구성원은 CFTC가 OTC 파생상품 활동을 규제하기에 적절한 기관이 아니며 CEA도 적절한 법률이 아니라고 주장했다. 은행과 증권사는 OTC 파생상품 시장을 지배했다. 그들의 규제 기관은 시장의 어떤 규제에도 참여해야 했다. 은행 규제 기관과 SEC는 이미 은행 및 브로커-딜러 OTC 파생상품 활동을 모니터링하고 규제하고 있었다. 반대하는 PWG 구성원들은 CEA를 통해 그러한 활동을 규제하려는 모든 노력은 활동을 미국 밖으로 이동시키는 결과만 초래할 것이라고 설명했다. 1980년대에 은행들은 CEA에 적용될 수 있는 거래를 기록하기 위해 역외 지점을 사용했다. 증권사들은 여전히 런던 및 기타 해외 사무소를 사용하여 적어도 증권 관련 파생상품 거래를 기록하고 있었다. OTC 파생상품 규제의 모든 변경은 전체 PWG의 철저한 연구 후에만 이루어져야 했다.
CFTC 의장 브룩슬리 본 여사는 CFTC가 CEA에 따라 "선물"에 대한 배타적 권한을 가지고 있으며, 다른 PWG 구성원들이 그 법령에 따른 CFTC의 권한을 지시하도록 허용할 수 없다고 답했다. 그녀는 "개념 발표"가 OTC 파생상품의 규제 처리에 대한 어떤 변경도 제안하거나 전제하지 않는다고 지적했다. 그러나 그녀는 OTC 파생상품 시장의 변화가 그 시장을 선물 시장과 더 유사하게 만들었다고 언급했다.
의회는 CFTC가 1999년 3월까지 OTC 파생상품에 대한 처리를 변경하는 것을 막는 법을 통과시켰다. CFTC 의장 본은 동료 위원 4명 중 3명이 이 법안을 지지하고 OTC 파생상품과 관련된 어떤 조치도 일시적으로 투표하지 않겠다고 발표하면서 CFTC에서 이 문제에 대한 통제권을 잃었다. CFTC 의장 본은 1999년 6월부로 사임했다. 그녀의 후임인 윌리엄 라이너는 1999년 11월 PWG 보고서가 발표될 당시 CFTC 의장이었다.

#### 기타 배경 사건
2008년 이전 CFMA 제정으로 이어진 사건들에 대한 서술의 핵심은 OTC 파생상품 관할권에 대한 SEC와 CFTC 간의 분쟁이었지만, 두 가지 주목할 만한 다른 배경 사건이 발생했다. 첫째, 1997년 초 CFTC 의장 본은 선물 거래소가 CFMA에 따라 "면제 거래소"에 궁극적으로 제공되는 "규제 완화"와 유사한 방식으로 많은 규제 요건에서 면제되는 "전문 시장"을 설립하도록 승인했을 상원 법안에 강력히 반대하는 의회 증언을 했다. 1997년 상반기 동안 상원 농업 위원회에 대한 그녀의 증언과 몇 차례의 후속 연설에서 본 의장은 OTC 파생상품이 거래소에서 거래되는 선물만큼 "금융 위험 집중"을 만들지 않으며 거래소에서 거래되는 계약의 "고유한 가격 발견" 기능을 수행하지 않는다고 주장했다. 그녀는 이러한 차이점이 다른 규제 처리를 정당화한다고 주장했다.
본 의장의 1997년 거래소와 OTC 시장 간의 차이에 대한 증언은 1996년 10월 24일 CFTC 의장으로서의 첫 연설과 일치하며, 이 연설에서 그녀는 OTC 파생상품 시장의 규제가 사기 및 조작으로 제한되어야 한다는 믿음을 밝혔다. 1997년 증언에서 상원 법안의 OTC 파생상품에 대한 기존 CFTC 규제 면제를 법으로 제정하는 조항에 반대했지만, 그녀는 또한 CFTC가 PWG와 함께 OTC 파생상품 시장을 "주시"하고 있으며 그 시장에 대한 기존 CFTC 면제를 수정할 계획이 없다고 밝혔다.
선물 거래소들은 외국 거래소 및 같은 전문가들을 대상으로 하는 OTC 파생상품 시장과 경쟁하기 위해 "규제 부담"으로부터 자유로운 "전문 시장"을 운영할 수 있는 허가가 필요하다고 주장했다. 1997년 뉴스 보도에 따르면 "전문 시장" 법안의 실패는 시카고 상품 거래소와 OTC 파생상품 딜러 측, 그리고 시카고 상업 거래소 및 기타 선물 거래소 측 간의 주식 파생상품에 대한 의견 불일치 때문이었다.
둘째, 1998년 CFTC "개념 발표" 논란이 불거진 후, 롱텀캐피털매니지먼트(LTCM)가 관리하는 헤지펀드의 거의 파산으로 인해 헤드라인을 장식했다. 거의 파산은 OTC 파생상품 거래 때문이라고 널리 알려졌다. 1998년 10월 1일 하원 은행 위원회 청문회에서 본 의장은 5월 "개념 발표"에서 중요한 문제를 제기한 것에 대해 위원회 일부 위원들로부터 칭찬을 받았다. 그러나 청문회는 은행과 증권사가 대출과 OTC 파생상품 거래를 통해 LTCM 펀드에 높은 레버리지를 제공한 것에 대한 규제 감독 문제를 중심으로 진행되었다.
LTCM 경험을 분석한 1999년 GAO 보고서는 연방 규제 기관이 LTCM 활동에 대한 은행 및 증권사와 협력하지 않은 것을 비판했다. 이 보고서는 또한 SEC 및 CFTC에 증권 및 상품 회사의 계열사에 대한 통합 감독 권한을 부여하여 연방 준비 제도의 은행 지주 회사에 대한 권한과 유사한 방식으로 통합 법인의 OTC 파생상품 활동을 감독하도록 하는 법안을 "고려"할 것을 권고했다. GAO 보고서는 OTC 파생상품에 대한 CFTC 규제를 고려하지 않았고 권고하지도 않았다.
LTCM 경험의 한 가지 효과는 OTC 파생상품 규제에 영향을 미치는 CFTC 조치에 대한 6개월 유예를 채택한 회의위원회 보고서에 PWG가 헤지펀드 및 기타의 OTC 파생상품 거래를 연구하도록 "강력히 촉구한다"는 진술이 포함되었다는 것이다. 본 의장은 1998년 10월 1일 하원 은행 위원회 청문회에서 "상품 풀 운영자"로서 LTCM 펀드에 대한 CFTC의 감독 권한이 거래소 거래 활동 모니터링으로 제한된다고 설명했지만, CFTC가 1998년 11월에 LTCM으로부터 직접 재무제표를 받은 유일한 연방 규제 기관이었고 그 정보를 PWG의 다른 구성원들과 공유하지 않았다는 사실에 기반하여 부정적인 언론 보도를 받았다. LTCM 문제가 1998년 12월 16일 상원 농업 위원회 청문회에서 조사되었을 때, 위 섹션 1.2.1에 설명된 바와 같이 의회 유예를 지지했던 3명의 CFTC 위원들은 그들의 지지를 재확인하고 전체 PWG가 OTC 파생상품 시장과 CFTC의 "개념 발표"에서 제기된 문제들을 연구해야 한다는 입장을 밝혔다.

## CFMA, PWG 보고서의 이행 및 확장

### 대통령 실무단 보고서
PWG 보고서는 다음을 권고했다: (1) 기존의 OTC 금융 파생상품에 대한 규제 면제를 CEA에 "배제"로 성문화하고, "적격 스왑 참여자"(본인으로서 활동) 간의 전자 거래를 허용하고 "규제된" 청산의 대상이 되는 표준화된(즉, "대체 가능한") 계약까지 허용하도록 수정하는 것; (2) CFTC가 다른 비농산물 상품(예: 에너지 상품)을 CEA의 조항에서 면제할 수 있는 기존 권한을 계속 유지하는 것; (3) "쉐드-존슨 협약"을 포함하도록 확장된 "하이브리드 상품"에 대한 기존 면제를 계속 유지하고(따라서 "비면제 증권"에 대한 선물로 간주될 수 있는 하이브리드는 CEA에서 면제), CFTC가 PWG의 다른 구성원들의 동의 없이 면제를 변경하는 것을 금지하는 것; (4) "배제" 또는 "면제"된 거래를 도박 또는 기타 불법으로 만들 수 있는 주법의 선점을 계속 유지하는 것; (5) 이전에 PWG가 헤지펀드 보고서에서 권고한 바와 같이, 증권 회사 및 상품 회사의 OTC 파생상품 활동에 종사하는 계열사에 대한 SEC 및 CFTC "위험 평가" 감독을 확대하여 관련 브로커-딜러 또는 선물 위탁 중개인을 위험에 빠뜨리지 않도록 보장하는 것; (6) CFTC가 (A) 상품의 가격 조작 가능성 및 (B) 거래소에서 거래가 허용된 당사자의 "정교함" 및 재정적 강점의 차이를 반영하기 위해 기존 거래소 거래의 광범위한 "규제 완화"를 허용하도록 장려하는 것; (7) CFTC와 SEC 간에 합의될 조건에 따라 단일 주식 및 협소 지수 주식 선물을 허용하는 것.
1998년에 CFTC는 CEA의 범위와 목적에 대해 PWG의 다른 구성원들과 의견이 달랐다. CFTC는 시장에 대한 "공정한 접근", "재정적 무결성", "가격 발견 및 투명성", "적합성 기준", 그리고 "시장 참여자를 사기 및 기타 남용으로부터 보호"하는 데 광범위한 목적이 있다고 보았지만, PWG의 다른 구성원들(특히 앨런 그린스펀을 통한 연방준비제도)은 (1) 가격 조작 방지 및 (2) 소액 투자자 보호라는 더 제한적인 목적을 발견했다.
PWG 보고서는 OTC 파생상품에 CEA를 적용하지 않기로 결정하면서 네 가지 문제만 분석함으로써 의견 불일치를 종식시켰다. (1) OTC 파생상품 시장에 참여하는 정교한 당사자는 CEA 보호를 필요로 하지 않으며, (2) 대부분의 OTC 파생상품 딜러 활동은 이미 직접 또는 간접적인 연방 감독을 받고 있고, (3) 금융 OTC 파생상품을 통한 금융 시장 조작은 발생하지 않았으며 발생할 가능성이 매우 낮으며, (4) OTC 파생상품 시장은 중요한 "가격 발견" 기능을 수행하지 않는다고 판단함으로써 PWG는 "양자 스왑 계약과 관련된 문제에 대한 설득력 있는 증거는 없으며, 이는 CEA에 따른 규제를 정당화하지 않는다"고 결론지었다. 본질적으로 CEA의 범위와 적용에 대한 PWG의 다른 구성원들의 견해를 채택함으로써 CFTC는 "규제 경계의 재조정"에 대한 "놀라운" 합의를 허용했다.
PWG 보고서는 OTC 파생상품 시장과 규제된 거래소 거래 선물 시장 간의 유사성 증가를 장려했다. 가격 정보는 "전자 거래 시설"을 통해 광범위하게 배포될 수 있었다. PWG 보고서는 또한 이러한 거래의 "역외" 이동을 억제함으로써 "이 빠르게 발전하는 시장에서 미국의 리더십을 유지"하려는 열망을 강조했다. 1998년 CFTC "개념 발표"에 대한 의회 청문회에서 제임스 A. 리치 (R-IA) 대표는 거래를 미국 외부의 관할 구역으로 이동시키는 것이 미국 규제를 더 느슨한 외국 감독으로 대체할 것이라고 주장함으로써 논란을 "시스템적 위험"에 연결시켰다. PWG 보고서의 권고와 제정된 CFMA가 OTC 파생상품의 "규제"를 변경하지 않았다고 주장할 수 있다. 왜냐하면 CEA나 증권법에 따른 기존 규제가 없었기 때문이다. 그러나 CEA의 변경은 OTC 파생상품과 "선물"을 구별하는 기존 기준의 제거가 될 것이다.

### CFMA 구현
CFMA의 제1편은 "적격 계약 참여자" 간의 금융 파생상품(즉, "제외 상품") 거래를 CEA에서 광범위하게 제외함으로써 PWG 보고서의 권고를 채택했다. "적격 계약 참여자"의 정의는 기존 "스왑 면제"의 "적격 스왑 참여자" 정의와 동일한 유형의 "정교한" 당사자를 포함했지만, 특히 1천만 달러가 아닌 5백만 달러의 자산을 가진 개인에 대한 허가를 추가하여 거래가 자산 또는 부채 "위험" 관리에 관련된 경우 더 넓었다. PWG는 실제 헤징의 경우 감소가 아닌 이 한도를 2천5백만 달러로 "고려"할 것을 권고했다.
이러한 "적격 계약 참여자"는 선물에 적용되는 규제 감독의 대상이 되지 않고 "전자 거래 시설" 안팎에서 거래를 체결할 수 있었다. 유일한 예외는 거래가 CFMA에 의해 승인된 새로운 "파생상품 청산 기관"의 규칙에 따라야 한다는 것이었다. 거래가 그러한 청산 시설을 사용하는 경우에 한정되었다. CFMA는 표준화된 거래가 청산 시설을 사용하도록 요구하지 않았다. 다만, 규제 감독을 받는 그들의 존재를 승인했을 뿐이었다. PWG 보고서는 "표준화된" 계약을 허용하도록 권고했으며, 규제된 청산의 대상이 되는 한 허용되었다. 제1편은 농업 상품이 아닌 비금융 상품에 대해서도 대부분 동일한 배제를 확대 적용했다. 이러한 "면제 상품"은 실제로는 대부분 에너지 및 금속 상품이었다. 섹션 4에서 논의된 바와 같이, 이러한 거래는 일부 경우에만 CEA의 "사기 방지" 및 "조작 방지" 조항의 대상이 되었다. PWG 보고서는 그러한 거래에 대한 면제가 CFTC의 통제하에 유지되어야 한다고 권고했지만, 그러한 규제 면제의 지속을 권고했다.
제1편은 또한 "하이브리드 상품" 문제가 "상품 구성 요소"가 있더라도 증권법의 적용을 받는 "증권"으로 간주되고 CEA에서 제외되는 시점을 정의함으로써 해결했다. 은행 상품에 대한 동등한 처리는 제4편에 규정되어 있다. 제1편은 CFTC 면제 거래를 불법으로 만들 수 있는 기존 주 도박 및 기타 법률에 대한 CEA의 선점을 유지했다. 이 선점을 모든 면제 또는 배제 거래에 적용되도록 했다. 제1편은 또한 그러한 거래소의 상품 유형 및 참여자 유형에 따라 세 가지 다른 유형의 거래소를 설립할 수 있는 새로운 시스템을 만들었다.
CFMA의 제2편은 단일 주식 및 협소 주식 지수 선물을 금지했던 1982년 샤드-존슨 협약을 폐지하고, CFTC와 SEC가 공동으로 규제하는 "증권 선물" 시스템으로 대체했다.
제3편은 "증권 기반 스왑"에 대한 SEC 규제 프레임워크를 수립했다. PWG 보고서는 이 문제를 다루지 않았다.
제4편은 "은행 상품"에 대한 CFTC 규제 프레임워크를 수립했다. 여기에는 예금 기반 "하이브리드 상품"이 포함되었지만, 그 범위를 넘어섰다. PWG 보고서는 제4편이 제1편과 겹치는 부분 외에는 이러한 문제를 다루지 않았다.
CFMA는 PWG 보고서에서 권고했던 선물 위탁 중개인 또는 브로커-딜러의 계열사에 대한 CFTC 또는 SEC의 광범위한 "위험 평가" 권한을 제공하지 않았다.

## 입법 연혁

### H.R. 4541 및 S. 2697
H.R. 4541은 2000년 5월 25일 하원에 2000년 상품선물현대화법으로 발의되었다. 3개의 하원 위원회가 이 법안에 대한 청문회를 개최했다. 각 위원회는 2000년 9월 6일까지 H.R. 4541의 다른 수정 버전을 보고했다.
또 다른 2000년 상품선물현대화법은 2000년 6월 8일 상원에 S. 2697로 발의되었다. 이 법안을 심의하기 위해 상원 농업 및 은행 위원회의 공동 청문회가 개최되었다. 상원 농업 위원회는 2000년 8월 25일 S. 2697의 수정 버전을 보고했다.
이 법안들에 대한 하원 및 상원 위원회 청문회 동안, 위원회 의장과 간사들은 선거 연도의 짧은 의회 일정 때문에 법안들의 촉박한 입법 일정을 설명했다. 발의자들은 PWG 보고서에 의해 구상된 단일 주식 선물을 규제하는 방법에 대해 CFTC와 SEC 간의 합의를 헛되이 기다리면서 법안 발의를 연기했다. 이 문제는 청문회를 지배했다.
2000년 9월 14일, SEC와 CFTC는 "증권 선물"에 대한 공동 규제 방식에 합의했다고 발표했다. 재무부 고위 관리들은 이 "역사적인 합의"가 "합의 법안 형성에 대한 주요 장애물"을 제거했다고 환영했다. 동시에, 상원 은행 위원회 의장인 필 그램 (R-TX) 상원의원은 상원 본회의에 제출되는 모든 법안은 스왑 시장에 대한 SEC 규제를 금지하는 내용을 포함하도록 확대되어야 한다고 주장했다고 보도되었다.
민주당 의원들은 나중에 9월 말부터 10월 초까지 H.R. 4541의 세 가지 위원회 버전을 조정하는 협상에서 배제된 기간을 설명했고, 이어서 일부 공화당원이 최종 법안에 불만을 품고 일부 민주당원이 특히 그램 상원의원과 하원 공화당 지도부의 협상 개입에 대해 "절차"에 불만을 표하며 수용 가능한 타협에 도달하는 데 참여했다. 합의에 이르지 못할 것이라는 징후에도 불구하고, 2000년 10월 19일 백악관은 그날 하원 본회의에 상정될 예정인 H.R. 4541 버전에 대해 "강력한 지지"를 표명했다. 하원은 H.R. 4541을 377대 4로 통과시켰다.
하원을 통과한 H.R. 4541은 제1편에 CFMA 제1편의 출처가 된 OTC 파생상품 관련 내용을, 제2편에 CFMA 제2편의 출처가 된 "증권 선물"을 규제하는 내용을 담고 있었다. 제3편과 제4편은 2개월 후 CFMA가 법으로 제정될 때 추가되었다.

### H.R. 4541에서 CFMA로

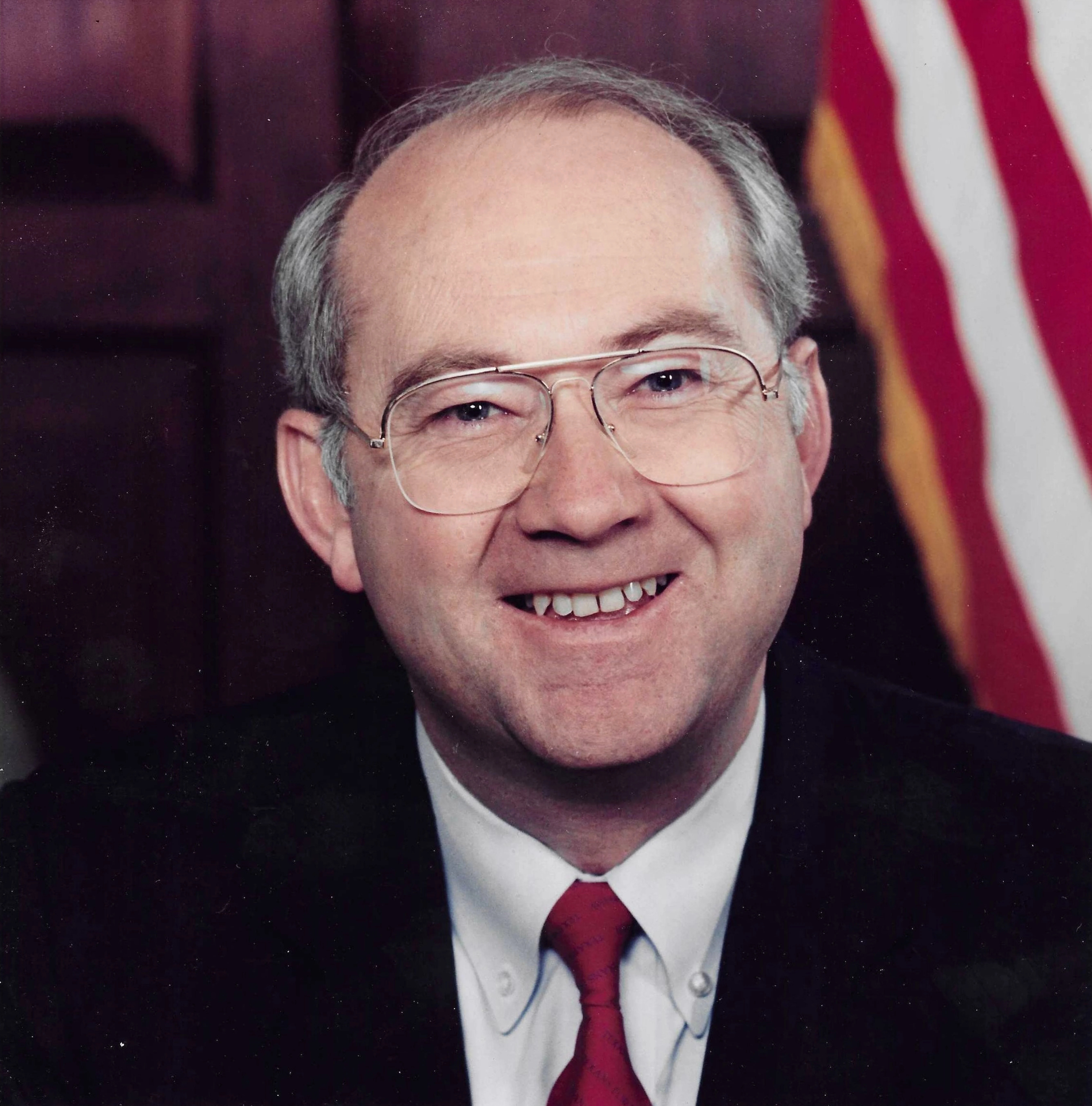
상원의원 필 그램

하원이 H.R. 4541을 통과시킨 후, 언론 보도에 따르면 그램 상원의원이 SEC가 스왑을 규제하는 것을 막기 위해 법안을 확대해야 한다는 그의 계속적인 주장과 "은행 상품"에 대한 CFTC 규제에 대한 보호를 확대하려는 열망에 기반하여 상원 조치를 막고 있다고 했다. 그럼에도 불구하고 의회가 2000년 선거로 휴회했지만, "레임덕" 회기가 예정되어 있었고, 서머스 재무장관은 "이 매우 복잡한 문제들에 대한 올해의 비상식적인 초당적 합의"에 기반하여 의회가 OTC 파생상품에 대한 법안을 계속 추진하도록 "촉구했다."
의회가 11월 중순 이틀 동안 다시 회기 중일 때, H.R. 4541의 발의자인 토마스 유잉 (R-IL) 하원의원은 그램 상원의원을 H.R. 4541의 상원 통과를 막는 "한 사람"으로 묘사했다. S. 2697의 발의자인 리처드 G. 루거 (R-IN) 상원의원은 그램 상원의원의 반대에도 불구하고 H.R. 4541을 상원 본회의에 강제로 상정하는 것을 고려하고 있다고 보도되었다.
2000년 12월 4일 의회가 다시 회기 중으로 돌아온 후, 그램 상원의원과 재무부가 그램 상원의원이 제기한 문제들을 다루기 위한 제안된 언어를 교환하고 있다는 보도가 있었고, 이어서 그 협상이 교착 상태에 도달했다는 보도가 있었다. 그러나 12월 14일, 재무부는 전날 밤 합의에 도달했다고 발표하고 의회에 합의된 언어를 법으로 제정할 것을 촉구했다.
"타협안"은 2000년 12월 14일 H.R. 5660으로 하원에 제출되었다. 같은 언어는 2000년 12월 15일 S. 3283으로 상원에 제출되었다. H.R. 4577 세출 법안의 차이를 조정하기 위해 소집된 상하원 회의는 H.R. 5660("CFMA")을 "2001회계연도 통합 세출법"이라는 제목의 H.R. 4577에 포함시킴으로써 "타협 언어"를 채택했다. 하원은 회의 보고서와 H.R. 4577을 292대 60으로 통과시켰다. 제임스 인호프 (R-OK) 상원의원과 폴 웰스톤 (D-MN) 상원의원의 "반대"에도 불구하고 상원은 회의 보고서와 H.R. 4577을 "만장일치"로 통과시켰다. H.R. 4541 또는 S. 2697을 심의한 5개 의회 위원회의 의장 및 간사들은 CFMA를 지지하거나 지지 성명을 의회 기록에 남겼다. PWG는 CFMA에 대한 4개 구성원 각자의 만장일치 지지를 표명하는 서한을 발표했다. H.R. 4577, H.R. 5660을 포함하여 2000년 12월 21일 CFMA로 법제화되었다.

## 논쟁

### 신용파산스왑
2008년 신용파산스왑에 대한 광범위한 우려가 나타나면서, CFMA의 이러한 상품에 대한 처리가 논란이 되었다. CFMA의 제1편은 금융 파생상품, 특히 "신용 위험 또는 측정"과 관련된 모든 지수 또는 측정값을 CEA에서 광범위하게 제외한다. 2000년에 제1편의 금융 파생상품을 CEA에서 제외하는 것은 의회에서 논란이 되지 않았다. 대신 PWG 보고서의 권고에 따라 "중요한 시장"에 "법적 확실성"을 가져다주고 "미국이 금융 시장에서 리더십을 유지"할 수 있도록 한 것에 대해 널리 환영받았다.

#### 보험법 문제
CFMA의 신용파산스왑 처리는 두 가지 문제로 가장 많은 주목을 받았다. 첫째, 에릭 디날로 전 뉴욕 보험 감독관은 신용파산스왑이 보험으로 규제되어야 했으며, CFMA가 신용파산스왑을 불법으로 공격하는 데 사용될 수 있었던 주 "버킷숍" 및 도박 법률을 선점함으로써 귀중한 법적 도구를 제거했다고 주장했다. 1992년에 FTPA는 CFTC의 "스왑 면제"에 포함된 금융 파생상품에 대해 해당 주 법률을 선점했다. 그러나 위 섹션 1.1.2에 설명된 바와 같이, CFTC 권한의 "공백"은 "비면제 증권"에 대한 선물을 면제하는 것을 금지했다. 이 "허점"(단일 주식 선물에 대한 샤드-존슨 협정의 금지를 보존하기 위한 것이었다)은 CFMA 이전에 CEA의 주 도박 및 "버킷숍" 법률에 대한 선점이 "비면제 증권"(즉, 주식 증권 또는 "증권"으로 분류되는 "비면제" 채무)에 대한 신용파산스왑을 보호하지 못했음을 의미했다. 1992년 이전과 마찬가지로, 그러한 주 법률이 신용파산스왑(또는 기타 스왑)에 적용되는지는 법원이 스왑이 도박, "버킷숍", 또는 기타 불법 거래라고 판단하는지에 달려 있었다. 위 섹션 1.2.1에 설명된 바와 같이, 증권 기반 스왑에 대한 법적 불확실성은 PWG 보고서로 이어진 사건에서 중요한 문제였다. PWG 보고서는 신용파산스왑 및 모든 증권 기반 스왑을 CEA에서 제외하고 "하이브리드 상품" 면제에 샤드-존슨 협정에서 면제를 추가함으로써 그 불확실성을 제거할 것을 권고했다.
디날로 전 감독관은 CFMA가 OTC 파생상품 거래가 해외로 이동하는 것을 피하기 위해 부분적으로 제정되었다고 썼다. 그러나 그는 CFMA가 제정되지 않았다면 이를 피할 수 있었는지에 대해서는 언급하지 않았다. (디날로 씨의 논평에서 다룬 보험 회사인) AIG는 논란이 된 파생상품 딜러(AIG Financial Products)를 런던에 두고 프랑스 은행(Banque AIG)을 통해 "규제 CDS" 거래를 수행했는데, 이는 은행(AAA 등급 당사자가 아님)이 다른 은행에 대한 의무, 즉 CDS를 포함하여 신용 위험 "가중치"를 낮게 받았기 때문이다. 매우 활발한 파생상품 딜러 계열사를 가진 또 다른 보험 회사인 General Re도 마찬가지로 그 딜러를 런던에 설립했다.

#### 증권법 문제
둘째, CFMA의 제2편은 "증권"과 연결된 신용파산스왑을 "증권 관련 스왑"으로 취급하여 SEC에 "내부자 거래", 사기, 증권법의 조작 방지 조항을 집행할 제한된 권한을 부여했다. CFMA 이전에 대부분의 스왑은 증권이 아니라는 데 일반적으로 동의했지만, SEC는 특히 그러한 스왑이 기초 증권 소유의 속성을 재현할 수 있을 때 증권과 연결된 스왑은 증권이라고 항상 주장했다. SEC에 "증권 관련 스왑"에 대한 권한을 부여함에 있어 CFMA는 "예방적" 사기 방지 또는 조작 방지 조치를 적용하는 것을 특별히 금지했다. SEC는 이로 인해 투자자의 신용불이행 포지션에 대한 정보 수집 및 공개 요구를 할 수 없게 되었다고 불평했다. SEC는 이것이 신용불이행 스왑을 통한 증권 시장 조작 가능성을 모니터링하는 능력을 방해한다고 주장했다.

#### 중앙 집중식 청산
SEC, PWG 및 기타 기관은 또한 신용파산스왑의 중앙 집중식 청산 부족으로 인한 "시스템적 위험"에 대해 우려를 표명했다. (위 섹션 2에서 언급된 바와 같이) CFMA는 OTC 파생상품이 중앙 집중식 청산의 대상이 되지 않아야 한다는 CFMA 이전 요건을 제거함으로써 중앙 집중식 청산 가능성을 만들었지만, CFMA는 "표준화된" 거래에 대해서도 그러한 청산을 요구하지 않았다.

### "엔론 허점"

#### 섹션 2(h) "허점"
CFMA의 첫 번째 조항으로 대중의 광범위한 관심을 받은 것은 "엔론의 허점"이었다. 대부분의 설명에서 이 "허점"은 CEA의 새로운 섹션 2(h)였다. 섹션 2(h)는 석유 및 기타 "에너지" 상품과 같은 "면제 상품"에 대해 CEA에서 두 가지 면제를 만들었다.
첫째, "거래 시설"에서 실행되지 않고 "적격 계약 참여자"(본인으로서 활동) 간에 이루어진 면제 상품 거래는 대부분의 CEA 조항(사기 및 조작 방지 조항 제외)에서 면제되었다. CEA 섹션 2(h)(1)의 이 면제는 면제 "거래 시설"에 대한 "양자 스왑 시장"을 포함했다.
둘째, "전자 거래 시설"에서 "적격 상업 법인"(본인으로서 활동) 간에 실행된 면제 상품 거래도 대부분의 CEA 조항(사기 및 조작 관련 조항 제외)에서 면제되었다. 그러나 "거래 시설"은 CFTC에 특정 정보와 인증을 제출하고, "특별 요청" 시 CFTC에 거래 및 기타 정보를 제공해야 했다. CEA 섹션 2(h)(2)의 이 면제는 면제 "전자 거래 시설"에 대한 "상업 법인"을 포함했다.
섹션 2(h)의 언어는 하원을 통과한 H.R. 4541에 포함되어 있었지만, 상원 농업 위원회가 S. 2697의 수정 버전을 보고할 때 S. 2697에서 면제 상업 시장을 다루는 섹션 2(h) 부분이 삭제되었다. H.R. 4541은 CFMA의 제1편과 제2편의 기초가 되었다. 그러나 상원 농업 위원회가 S. 2697에서 섹션 2(h) 언어를 제거한 것은 나중에 섹션 2(h)의 기원에 대한 상원 우려의 기초가 되었다.
2008년 의회는 부시 대통령의 거부권을 무릅쓰고 "엔론 허점 폐지법"이 포함된 옴니버스 농업 법안을 법으로 제정했다. 이는 CEA 섹션 2(h)(2)에 "전자 거래 시설"에 대한 새로운 정의를 추가하고, 그러한 시설에 NYMEX와 같은 완전 규제 거래소(즉, "지정 계약 시장")에 적용되는 요건을 부과했다. 이 법안은 면제 상품의 "양자 스왑 시장"에 대한 섹션 2(h)(1) 면제를 변경하지 않았다.

#### 섹션 2(g) "허점"
CEA의 섹션 2(g)도 때때로 "엔론의 허점"이라고 불린다. 이는 면제 상품의 "양자 스왑 시장"에 대한 섹션 2(h)(1) 면제보다 CEA에서 더 광범위한 배제이다. 이는 "거래 시설"에서 실행되지 않고 "적격 계약 참여자" 간에 이루어진 비농산물 상품의 "개별적으로 협상된" 거래를 CEA의 사기 및 조작 조항에서조차 배제한다. 따라서 "적격 계약 참여자"에 대한 CEA 조항에서의 배제는 에너지 상품의 "양자 스왑"에 대한 섹션 2(h)(1) 면제보다 더 광범위하다. 그러나 이 배제에 대한 기준은 "개별 협상"을 요구하여 더 좁다.
이 면제는 의회에 제출된 H.R. 4541이나 S. 2697에는 포함되어 있지 않았다. 하원 은행 및 금융 서비스 위원회는 이 조항을 수정된 H.R. 4541에 추가하여 하원에 보고했다. 이 언어는 하원을 통과한 H.R. 4541에 포함되었다. 최종 버전은 "스왑 계약"에 대한 그램-리치-블라이리 법 정의에 맞게 수정되었다. 이 정의는 스왑이 "개별적으로 협상"되어야 한다고 요구한다. H.R. 4541은 각 "중요 경제 조건"이 개별적으로 협상되어야 한다고 요구했다.
2002년 상원 청문회는 CEA 섹션 2(h)(2)가 EnronOnline에서 사용된 "엔론의 허점"이 아니었음을 시사했다. EnronOnline은 Enron 계열사와의 거래에만 사용되었기 때문에 CEA 섹션 2(h)(2)에 따라 "전자 거래 시설"로 자격을 갖출 필요가 없었다. 거래의 매수 및 매도 양쪽에 "다수 참여자"가 없었다. 이러한 엔론 전용 거래가 에너지 상품에 대한 섹션 2(h)(1) "양자 스왑 시장" 면제 또는 스왑 전반에 대한 더 광범위한 섹션 2(g) 배제에 포함되는지는 "개별 협상" 여부에 달려 있었다.

### 빌 클린턴
2013년 6월, 영화 제작자 찰스 퍼거슨은 빌 클린턴과 인터뷰를 진행했고, 클린턴은 자신과 래리 서머스가 앨런 그린스펀의 마음을 바꾸지 못했고 의회가 거부권을 무효화할 수 있는 압도적인 다수로 법을 통과시켰다고 말했다. 퍼거슨은 이것이 부정확하며 거짓말이라고 밝혔고, 클린턴이 "정말 좋은 배우"라고 생각했다고 언급했다. 사실, 퍼거슨은 클린턴 행정부와 래리 서머스가 이 법을 로비했고, 로버트 루빈과 함께 비공개적으로나 공개적으로 규제 옹호자들을 공격하는 데 동참했다고 썼다.

## 도드-프랭크 월스트리트 개혁 및 소비자 보호법
2009년 8월 11일, 재무부는 의회에 "2009년 장외 파생상품 시장법"이라는 법안을 제안했다. 재무부는 이 제안된 법안에 따라 "장외 파생상품 시장이 처음으로 포괄적으로 규제될 것"이라고 밝혔다.
이러한 "포괄적 규제"를 달성하기 위해 제안된 법안은 엔론의 허점으로 지목된 모든 배제 및 면제를 포함하여 CFMA의 많은 조항을 폐지할 것이다. 제안된 법안은 일반적으로 CFMA의 "법적 확실성" 조항을 유지하겠지만, 비표준화된 OTC 파생상품을 다루는 당사자에게 새로운 요건을 설정하고 "표준화된" OTC 파생상품은 규제된 거래 시설을 통해 거래되고 규제된 중앙 청산을 통해 청산되도록 요구할 것이다. 제안된 법안은 또한 "증권 기반 스왑"에 대한 SEC 권한에 대한 CFMA의 제한을 폐지할 것이다.
2009년 12월 11일, 하원은 2009년 월스트리트 개혁 및 소비자 보호법이라는 H.R. 4173을 통과시켰는데, 여기에는 위에 언급된 CFMA의 동일한 조항들을 폐지할 재무부의 제안된 법안의 수정 버전이 포함되었다.
2010년 4월 말, 상원에서 개혁 법안에 대한 토론이 시작되었고, 2010년 7월 21일 H.R.4173은 상원을 통과하여 도드-프랭크 월스트리트 개혁 및 소비자 보호법으로 법제화되었다.

## 같이 보기
- 미국의 증권 규제
- 국가별 금융 규제 기관 목록
- 레귤레이션 D (SEC)

### 관련 법률
- 1933 – 1933년 증권법
- 1934 – 1934년 증권거래법
- 1938 – 임시국민경제위원회 (설립)
- 1939 – 1939년 신탁증서법
- 1940 – 투자 고문법 1940
- 1940 – 1940년 투자회사법
- 1968 – 윌리엄스법 (증권 공개법)
- 1975 – 1975년 증권법 개정안
- 1982 – 가른-세인트 제르맹 예금 기관법
- 1999 – 그램-리치-블라이리 법
- 2002 – 사베인스 옥슬리법
- 2003 – 2003년 공정하고 정확한 신용 거래법
- 2006 – 2006년 신용 평가 기관 개혁법
- 2010 – 도드-프랭크 월스트리트 개혁 및 소비자 보호법
- 2018 - 경제 성장, 규제 완화 및 소비자 보호법

## 내용주
1. ↑  인용된 언어는 2000년 12월 15일 PWG가 상원 농업 위원회 서열 위원 토마스 하킨 상원의원에게 보낸 서신[8]과 상원 은행 위원회 서열 위원 폴 사베인스 상원의원에게 보낸 서신을 참조.[9] 이 서신들은 2000년 12월 15일 PWG의 네 구성원이 H.R. 4577의 일부로 H.R. 5660에 대한 그날의 상원 심의에 사용하기 위해 공동으로 발행했다. 아래 69번 주석에 기술된 바와 같이 H.R. 4577에 대한 하원 토론에서는 그러한 서신이 제출되지 않았지만, 찰스 스텐홀름 하원의원(민주-TX)은 H.R. 5660이 행정부와 PWG의 "광범위한 지지"를 받았다고 진술했고, 실라 잭슨 리 하원의원(민주-TX)은 H.R. 5660이 미국 재무부, CFTC, SEC에 "수용 가능"하다고 확인했다. 그럼에도 불구하고, 아래 70번 주석에 기술된 바와 같이, 단 한 명의 상원의원, 즉 필 그램 상원의원(공화-TX)이 어떻게든 H.R. 4577에 CFMA를 "몰래 끼워 넣었다"는 이야기가 널리 퍼져 있다.
2. ↑  아래 섹션 참조.
3. ↑  아래 섹션 참조.
4. ↑  PWG 보고서의 배경과 목적에 대해서는 "장외 파생상품 시장과 상품거래법", 대통령 금융시장 실무그룹 보고서, 1999년 11월 (PWG 보고서) 10~18쪽, 마크 지클링, "2000년 상품선물현대화법: 파생상품 규제 재고", RL30434, 2003년 1월 29일 업데이트, 의회조사국 의회 보고서 (CRS 파생상품 규제 보고서) CRS-7~8쪽을 참조하라. 파생상품의 정의는 PWG 보고서 4~5쪽과 CRS 파생상품 규제 보고서 CRS-2쪽을 참조하라. 아래 이 섹션 1.1.1에서 더 자세히 설명하겠지만, 농부는 양곡기나 다른 구매자와 그러한 가격 계약을 체결할 가능성이 있는데, 이 경우 계약은 "선도 인도" 계약일 수 있고 "선물 인도" 계약은 아닐 수 있다. 그러나 "선물 계약"은 상품 거래소에서 체결되는지에 따라 정의되지 않는다. CFTC는 오랫동안 규제된 거래소 외부에서 체결된 불법 "선물 계약"에 대해 조치를 취해왔다. 필립 맥브라이드 존슨과 토마스 리 헤이즌, 파생상품 규제 (상품 규제, 제3판의 후속판) (Aspen Publishers 2004, 2009년 누적 보충판을 통해 보충됨) ("존슨/헤이즌 파생상품 규제 논문") 50~53쪽. 상품선물거래위원회 위원장 브룩슬리 본의 장외 파생상품 시장에 관한 증언, 미국 상원 농업, 영양 및 임업 위원회, 1998년 7월 30일 ("본 1998년 7월 상원 농업 증언") 10쪽, 해당 증언의 각주 35를 이끄는 텍스트에서 ("CEA에 따른 관할권을 결정하는 것은 상품의 성격이지, 거래되는 장소가 아니다.")